# وونساکیت (رود آیلند)
وونساکیت (به انگلیسی: Woonsocket) شهری در ایالت رود آیلند کشور ایالات متحده آمریکا است که جمعیت آن در سرشماری سال ۲۰۱۰ میلادی، ۴۱٬۱۸۶ نفر بوده‌است.

## نگارخانه

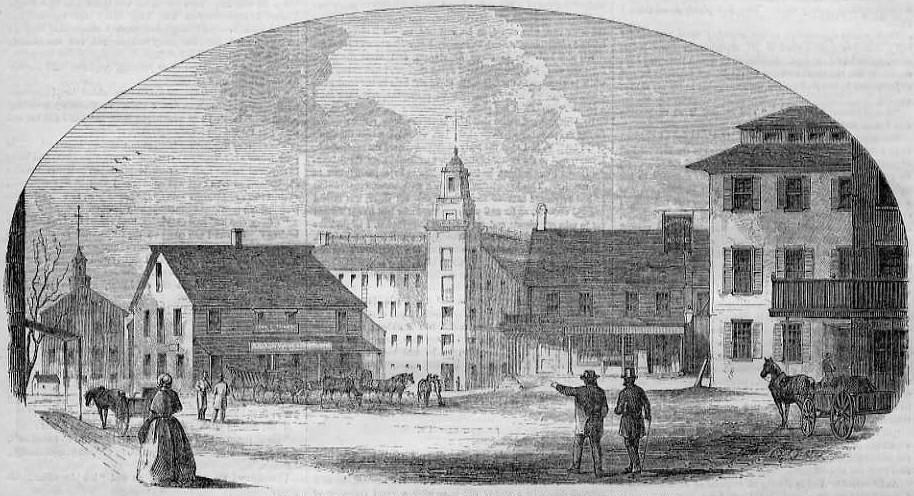
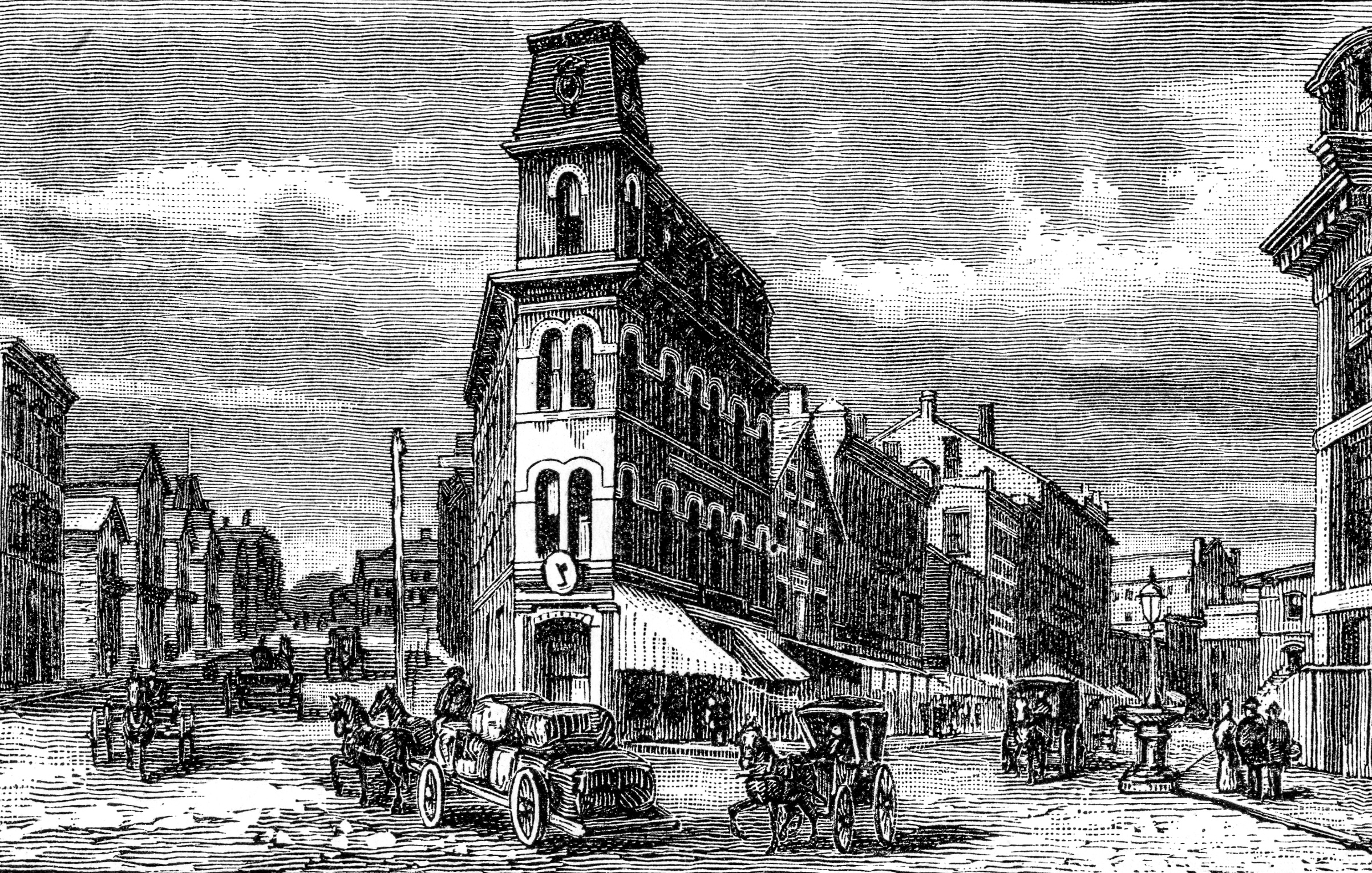